# Heilige Geestkerk (Heerlen)
De Heilige Geestkerk was een parochiekerk in de Heerlense wijk Meezenbroek, gelegen aan Kasteellaan 131.

## Geschiedenis
De wijk werd in de jaren '30 van de 20e eeuw gebouwd en de werkloosheid was hoog. De inwoners neigden tot het socialisme en de vrijdenkerij, hetgeen het bisdom ten zeerste verontrustte. Van de 4000 inwoners waren maar 2400 katholieken, en slechts 20% hiervan ging ter kerke. Om dit alles te keren werden er -naast de reeds aanwezige neutrale school- scholen gesticht door de Franciscanessen uit Heythuysen en de Broeders van de Onbevlekte Ontvangenis van Maria uit Maastricht.
In 1954 kwam er een noodkerk en in 1960 begon de bouw van een definitieve kerk in basilicastijl. A. Schwenke was de architect. De kerk had 600 zitplaatsen. In 1962 werd de kerk ingezegend. Er werd afgezien van de bouw van een klokkentoren, en slechts een bescheiden klokkengevel bekroonde het koor. Er werden maatregelen getroffen ter voorkoming van mijnschade.
Al in 1970 was sprake van sluiting vanwege financiële tekorten, doch de definitieve onttrekking aan de eredienst vond plaats in 2001, waarna de kerk diende als opslagplaats voor kerkelijke goederen. In 2004 werd het gebouw aan een woningcorporatie verkocht en in 2010 werd het gebouw gekraakt en deed sindsdien dienst als opvangcentrum voor kansarme jongeren.
De in hardsteen uitgehouwen tekst: OP DEZE STEENROTS ZAL IK MIJN KERK BOUWEN EN DE POORTEN VAN HET DODENRIJK ZULLEN HAAR NIET OVERWELDIGEN bleek inzake dit gebouw geen profetische waarde te hebben.
In mei 2019 werd begonnen met de sloop van de kerk. Voorlopig wordt het leegstaande terrein niet bebouwd. De eigenaar van het terrein waarop de kerk stond wil er huizen bouwen.